# Apocalypse of Ice
Pour plus de détails, voir Fiche technique et Distribution.
Apocalypse of Ice est un film catastrophe américain réalisé par Maximilian Elfeldt, sorti en 2020, avec Tom Sizemore, Emily Killian et Ramiro Leal. Le film a été produit par The Asylum.

## Synopsis
Au pôle Nord, Reggie et sa collègue Joe remarquent un adoucissement excessif des océans en raison de la fonte des glaciers dans la mer. Peu de temps avant de pouvoir partager leurs résultats de recherche, ils sont frappés par un mur de glace, c’est pourquoi ils doivent évacuer l’installation de recherche. Dehors, Joe tombe morte.
Alors que le mur de glace passe, Reggie contacte son vieil ami, le professeur Loren, pour lui présenter les résultats de ses recherches. Ses collaborateurs, la virologue Jill, et son collègue Oscar Quinnton sont actuellement dans la phase finale de test d’un vaccin, car l’humanité doit s’unir contre une pandémie virale qui se propage rapidement à travers la Terre. Oscar confirme les résultats venus du pôle Nord, car de nombreux animaux marins sont récemment morts en raison de la proportion excessive d’eau douce. Un gigantesque vortex polaire menace de geler la Terre à des températures de près de −100 °C. Convaincu que le changement climatique est inévitable, Loren décide de passer les derniers jours avec sa famille, abandonnant ses collègues.
Ailleurs, Sara, la sœur de Jill, va chercher son frère Mike et sa fiancée Andrea à l’aéroport et demande à Jill si elle veut passer les dernières journées avec eux. Jill refuse et décide avec Oscar d’atteindre l’Équateur pour commencer à produire le vaccin, dont ils transportent les prototypes avec eux. En raison des tourbillons polaires émanant des deux pôles, il a été calculé que les quelques 100 kilomètres de latitude autour de l’équateur seraient épargnés par le froid extrême. Comme le GPS ne fonctionne pas en raison des conditions météorologiques, Reggie les guide par radio à travers la tempête.
L’avion de Mike et Andrea s’écrase en raison d’une panne de turbines due au froid. Mike et Andrea survivent au crash et reviennent à eux-mêmes. À part l’hôtesse de l'air Erica, le reste de l’équipage semble être mort. Cependant, Erica rapporte que les survivants ont déjà quitté l’avion et qu’ils ont été laissés derrière. Andrea soigne les deux blessés et commence à dégager la sortie gelée. Sara s’approche également de la scène de l’accident et parvient à le localiser l’avion quand elle entend la musique que le compositeur Mike joue sur son téléphone portable. Erica les encourage à piller l’avion. Mike remplit ses poches de fusées de détresse. Peu de temps avant son sauvetage, Erica meurt de ses blessures.
En raison de la météo, Jill et Oscar progressent lentement et doivent maintenant conduire plus vite car, selon Reggie, un deuxième mur de glace arrivera bientôt sur eux. La voiture fait une glissade, sort de la route et tombe d’une falaise. En plus de la perte de sa voiture, Oscar souffre également de blessures. Après une longue marche, ils arrivent à une maison, où ils sont accueillis avec hostilité par le propriétaire, Robert. Il est armé, car il les prend pour des pillards, et leur dit que sa femme a contracté le virus. Ce n’est que lorsqu’ils peuvent lui montrer le prototype du vaccin, et ainsi prouver qu’ils ne sont pas des pillards, qu’ils obtiennent son aide. La femme de Robert est vétérinaire et lui a enseigné comment opérer. Par conséquent, Robert recoud et soigne les blessures d’Oscar. Dans le hangar de Robert, ils parviennent à réparer le talkie-walkie cassé lors de la chute de la voiture, et ainsi rétablir le contact avec Reggie. Enfin, Robert confie sa voiture aux deux scientifiques dans l’espoir qu’ils parviennent à sauver le monde.
Sara, Mike et Andrea, qui sont maintenant en voiture également en direction de l’Équateur, se rendent à la morgue dans l’espoir d’y trouver des médicaments. Peu de temps après, Reggie contacte Jill et admet qu’il a mal calculé et que le deuxième mur de glace va bientôt se produire. Un peu plus tard, le vortex polaire se précipite sur lui et il est gelé. Sara, Mike et Andrea essaient de trouver refuge dans les chambres froides, mais Mike est incapable de fermer la porte en raison de son état. Andrea quitte sa cellule et ferme la porte de la cellule de Mike. Comme elle n’a pas assez de temps pour retourner dans sa chambre froide, elle rend à Mike sa bague de fiançailles puis meurt gelée. Grâce aux fusées de détresse, Mike et Sara peuvent se libérer de leurs cellules après le passage de la vague de froid. Malheureusement pour eux, le moteur de leur voiture ne démarre plus, alors ils repartent à pied vers un hôpital voisin. Alors qu’ils cherchent des médicaments, ils entendent le bruit d’un hélicoptère et attirent l’attention sur eux avec la dernière fusée de détresse.
Pour aller plus vite, Jill décide de conduire sur la mer gelée au lieu de la route. Naviguant près du rivage, elle doit de manière inattendue éviter un navire gelé. C’est pourquoi elle se retrouve sur une glace trop mince et tombe dans l’océan. Avant que la voiture ne coule, Jill et Oscar parviennent à s’échapper du véhicule. Ils continuent le voyage à pied. Oscar avoue à Jill qu’il a été infecté par le virus. Jill, qui a servi de cobaye pour le vaccin et est donc immunisée contre le virus, sacrifie une partie du vaccin pour le sauver. Après une marche ardue à travers vallées, montagnes ou eaux gelées, ils atteignent finalement Quito, la capitale de l’Équateur. Là, ils parviennent à produire en série le vaccin et à l’injecter aux malades. Jill a l’heureuse surprise de voir la rejoindre son frère Mike et sa sœur Sara, qui ont survécu.

## Distribution
- Tom Sizemore : Reggie
- Emily Killian : Jill
- Ramiro Leal : Oscar Quinnton
- Torrey Richardson : Sara
- Jake Holley : Mike
- Tania Fox : Andrea
- Xander Bailey : Professeur Loren
- Christina Licciardi : Joe[2]
- Christopher William Johnson : Robert
- Audrey Latt : Erica[1]
- Lynda Lopez : Reporter de la radio[3] (voix)
- Jeff Newman : Pilote de ligne (voix)
- Michael Meilander : Reporter des informations (voix)[1]

## Production
Le film a pris pour modèle la pandémie de Covid-19, qui s’est propagée depuis la Chine dans le monde entier à partir de la fin de 2019 et a coûté la vie à des millions de personnes. Le film a été tourné au Central City Studio de Los Angeles, avec un budget estimé à 1 million de dollars.

## Réception critique
Filmdienst décrit un « Film catastrophe dans le style de The Asylum, qui exploite cette fois non seulement les modèles hollywoodiens, mais aussi la pandémie de coronavirus. »
Cinema le juge « Ambitieux, mais finalement pas très original. »
Sur Rotten Tomatoes, le film a reçu un score d’audience de 6% avec moins de 50 évaluations. Dans l’Internet Movie Database, le film a une note de 2,5 étoiles sur 10 possibles avec 593 votes.